# Campionato svizzero di hockey su ghiaccio
Il campionato svizzero di hockey su ghiaccio maschile è posto sotto l'egida della Lega Svizzera di Hockey su Ghiaccio ed è suddiviso in leghe. La Lega Nazionale A è il massimo campionato hockeystico della Svizzera per importanza ed è seguito per gerarchia dalla Lega Nazionale B. Si tratta di campionati professionistici, mentre gli altri sono di livello dilettantistico.

## Storia
Il campionato svizzero di hockey su ghiaccio ha le sue origini nel 1908, anno in cui, contestualmente alla fondazione della Lega Svizzera di Hockey su Ghiaccio, venne introdotto il cosiddetto Campionato Internazionale, riservato ai giocatori stranieri. Pochi anni dopo, nel 1915, venne affiancato a tale competizione il Campionato Nazionale, che prevedeva una limitazione dei pattinatori non-svizzeri, durato sino al 1933: le due leghe vennero poi fuse nel 1937 in un unico torneo chiamato Lega Nazionale. Nei primi anni si registra il dominio assoluto dell'Hockey Club Davos, vincitore incontestato del titolo sino al 1948; dal 1950 al 1957 è invece il turno dell'Arosa. Sempre nel 1948 venne poi inserito un secondo livello, oggi noto come Lega Nazionale B. Il monopolio di un singolo club torna a farsi sentire nel 1968, con il La Chaux-de-Fonds sul tetto della Svizzera per ben sei volte di seguito (sino al 1973).
Nell'ambito della Svizzera italiana, già nel 1953 si registra l'ingresso dell'Hockey Club Ambrì-Piotta nella massima competizione nazionale, mentre l'Hockey Club Lugano ne entra a far parte per la prima volta nel 1971. È proprio il Lugano ad inaugurare i suoi trionfi nella prima stagione in cui vennero introdotti i playoff, quella del 1985-86: è l'era del Grande Lugano, vincitore di quattro titoli in cinque anni.
Sempre negli anni Novanta, è il Kloten a dominare, conquistandosi un alone di leggenda grazie ai suoi quattro titoli consecutivi vinti tra il 1992 ed il 1996, mentre il decennio successivo vede ZSC Lions, Davos e Berna alternarsi sul gradino più alto del podio, interrotti soltanto dal Lugano nelle stagioni 2002-03 e 2005-06. A partire dal 2007, i due livelli professionistici hanno assunto la denominazione ufficiale National League in luogo delle rispettive traduzioni in tedesco, francese ed italiano.
Il Davos risulta essere la compagine detentrice del maggior numero di titoli nazionali, ben trentasei (di cui ventuno vinti dalla nascita della Lega Nazionale A). Seguono Berna (tredici) ed Arosa (nove).

## Campionato
Il Campionato si tiene a partire solitamente da metà settembre fine alla fine di febbraio dell'anno successivo. Le squadre si affrontano in due turni di andata e ritorno (4 partite) che ne determina la posizione in classifica. Usualmente si assegnano tre punti alla squadra che vince una partita nei tempi regolamentari (60'), due punti alla squadra che vince ai supplementari (5') o ai rigori, e un punto alla squadra che perde ai supplementari o ai rigori e zero alla squadra che perde nei tempi regolamentari. Questo modo di gioco e le modalità del punteggio hanno subito negli anni molte variazioni, attualmente infatti l'anno comprende un quinto turno di partite determinate dalla posizione della propria squadra nella classifica dell'anno precedente.
Da marzo ad aprile vi sono i play-off e i play-out:
- Nei play-off le prime otto squadre si affrontano alla meglio delle sette partite per quarti, semifinali e finali determinando la squadra campione Svizzero. La posizione in classifica al termine del campionato permette di fare gli accoppiamenti: la 1ª con 8ª, la 2ª con la 7ª, la 3ª con la 6ª, la 4ª con la 5ª. Le prime quattro squadre hanno diritto ad iniziare le serie sul ghiaccio di casa.
- Nei play-out per la relegazione in LNB si segue lo stesso principio della sfida su sette partite. Al contrario dei play-off le squadre vincenti di questa serie non continuano ma rimangono in LNA. È invece la squadra perdente che continua, fino a che la perdente di tutta la serie deve vedersela con il vincitore dei play-off della LNB.

## Regolamenti
Essendo il campionato suddiviso in divisioni tra professionisti e amatoriali, i regolamenti possono variare sia livello di gioco (es: più o meno filtraggio dei falli), sia a livello di infrastrutture (es: la sicurezza e il controllo degli spettatori negli stadi) a seconda della divisione.

## Divisioni
Le divisioni del campionato sono riassumibili principalmente in due tronconi:
- I professionisti sotto l'egida della National League:
  - La massima divisione: la Lega Nazionale A
  - Swiss League
  - MySports League

- Le leghe amatoriali gestite dalla Regio League:
  - Prima Lega
  - Seconda Lega
  - Terza Lega
  - Quarta Lega

Riassumendo, il campionato è così schematizzato:
| Livello | Divisione                                                                             | Divisione                                                                              | Divisione                                                                                |
| ------- | ------------------------------------------------------------------------------------- | -------------------------------------------------------------------------------------- | ---------------------------------------------------------------------------------------- |
| 1       | Lega Nazionale A 12 squadre                                                           | Lega Nazionale A 12 squadre                                                            | Lega Nazionale A 12 squadre                                                              |
| 2       | Swiss League 12 squadre                                                               | Swiss League 12 squadre                                                                | Swiss League 12 squadre                                                                  |
| 3       | MySports League 12 squadre                                                            | MySports League 12 squadre                                                             | MySports League 12 squadre                                                               |
| 4       | 1. Lega Est 12 squadre                                                                | 1. Lega Ovest 11 squadre                                                               |                                                                                          |
| 5       | 2. Lega Est Gr. 1 - 10 squadre Gr. 2 - 8 squadre                                      | 2. Lega Centro Gr. 1 - 9 squadre Gr. 2 - 9 squadre                                     | 2. Lega Romandia Gr. 1 - 9 squadre Gr. 2 - 10 squadre                                    |
| 6       | 3. Lega Est Gr. 1 - 10 squadre Gr. 2 - 8 squadre Gr. 3 - 9 squadre Gr. 4 - 10 squadre | 3. Lega Centro Gr. 1 - 8 squadre Gr. 2 - 8 squadre Gr. 3 - 8 squadre Gr. 4 - 8 squadre | 3. Lega Romandia Gr. 1 - 8 squadre Gr. 2 - 8 squadre Gr. 3 - 9 squadre Gr. 4 - 6 squadre |

## Evoluzione del campionato svizzero
|             | 1908 - 1937                                              | 1937 - 1947      | 1947 - 1952      | 1952 - 1962      | 1962 - 1985      | 1985 - 2017      | dal 2017         |
| ----------- | -------------------------------------------------------- | ---------------- | ---------------- | ---------------- | ---------------- | ---------------- | ---------------- |
| I livello   | Campionato Internazionale Campionato Nazionale (1915-33) | Lega Nazionale A | Lega Nazionale A | Lega Nazionale A | Lega Nazionale A | Lega Nazionale A | Lega Nazionale A |
| II livello  |                                                          | Serie A          | Lega Nazionale B | Lega Nazionale B | Lega Nazionale B | Lega Nazionale B | Swiss League     |
| III livello |                                                          |                  | Serie A          | Serie A          | Prima Lega       | Prima Lega       | MySports League  |
| IV livello  |                                                          |                  | Prima Lega       | Prima Lega       | Seconda Lega     | Seconda Lega     | Prima Lega       |
| V livello   |                                                          |                  |                  | Seconda Lega     | Terza Lega       | Terza Lega       | Seconda Lega     |
| VI livello  |                                                          |                  |                  |                  |                  | Quarta Lega      | Terza Lega       |